# Пецица каштанова
Пецица каштанова (Peziza badia) — вид апотеціальних грибів, що належать до родини пецицові (Pezizaceae).
Це один з найвідоміших чашкових грибів Європи, котрі з'являються як майже рівномірні темно-коричневі чашечки (апотеції) до 8-10 см в діаметрі, які з віком розширюються і стають неправильними, лопатевими. Ніжка у гриба не виражена. Види, здебільшого, спостерігаються на піщаних ґрунтах і часто вкривають голу землю невеликими групами, у лісах. Цей європейський вид також трапляється у багатьох інших частинах світу, наприклад Північній Америці.

## Середовище існування
Переважно зустрічається наприкінці літа та восени по краях доріжок, канав, у дуже вологих місцях (березові або хвойні ліси, торфовища).

## Їстівність
Отруйний у сирому стані, їстівний і приємний після приготування.
Інше (англомовне) джерело зазначає, що вони не їстівні, оскільки не мають яскраво вираженого смаку.